# New make
New make kallas den sprit som destillerats och läggs på fat för att sen bli whisky. Enligt lag får det inte heta whisky förrän det legat på ekfat i minst tre år.